# Derecho ambiental de Argentina

Las cuatro regiones en que se agrupan las provincias argentina. La provincia de Buenos Aires y la Ciudad Autónoma de Buenos Aires, en amarillo, no integran ninguna región.

El derecho ambiental de Argentina incluye legislación nacional así como tratados internacionales a los que ha suscripto. El segundo país más extenso de Sudamérica, reúne una gran diversidad de climas y ecorregiones. Buena parte de su economía se sustenta en la explotación de recursos naturales por medio de la producción agrícola-ganadera, la minería y el petróleo.

## Constitución nacional
Con la reforma constitucional de 1994, la Argentina consagra expresamente la protección del medio ambiente.	En efecto, el de la Constitución Nacional art. 41 establece que "Todos los habitantes gozan del derecho a un ambiente sano, equilibrado y apto para el desarrollo humano y para que las actividades productivas satisfagan las necesidades presentes sin comprometer las de las generaciones futuras; y tienen el deber de preservarlo. El daño ambiental generará prioritariamente la obligación de recomponer, según lo establezca la ley.
Las autoridades proveerán a la protección de este derecho, a la utilización racional de los recursos naturales, a la preservación del patrimonio natural y cultural y de la diversidad biológica, y a la información y educación ambientales.
Corresponde a la Nación dictar las normas que contengan los presupuestos mínimos de protección, y a las provincias, las necesarias para complementarlas, sin que aquellas alteren las jurisdicciones locales.
Se prohíbe el ingreso al territorio nacional de residuos actual o potencialmente peligrosos, y de los radiactivos."
Asimismo, el art. 43 de la Constitución Nacional dispone que la acción de amparo podrá ser ejercida en lo relativo a los derechos que protegen al ambiente, por tres categorías de sujetos: los particulares afectados, el defensor del pueblo y las asociaciones constituidas para la defensa de aquellos derechos, siempre que su organización y registro se adecuen a la legislación reglamentaria.
No obstante la claridad de la prescripción del citado artículo 41 de la Constitución Nacional, la minería en Argentina se promueve mediante la creación de empresas mineras estatales provinciales, lo que según la doctrina es inconstitucional, por violar principios básicos del integral sistema establecido por el Código de Minería argentino para la concesión minera.

## Tratados internacionales
Principales tratados en materia ambiental ratificados por la Argentina:
- Convención Marco de las Naciones Unidas sobre el Cambio Climático (aprobada por Ley 24.295)
- Protocolo de Kioto (aprobado por Ley 25.438)
- Convención de las Naciones Unidas sobre la Protección del Patrimonio Mundial, Cultural y Natural (aprobada por Ley 21.836)
- Protocolo de Montreal relativo a las Sustancias que Agotan la Capa de Ozono (aprobado por Ley 25.389)
- Acuerdo Marco sobre Medio Ambiente del MERCOSUR (aprobado por Ley 25.841)
- Convención de las Naciones Unidas para la Lucha contra la Desertificación (aprobada por Ley 24.701)
- Convención de Basilea (aprobado por Ley 23.922 )
- Convenio sobre la Diversidad Biológica (aprobada por Ley 24.375 )
- Protocolo al Tratado Antártico sobre Protección del Medio Ambiente (aprobado por Ley 24.216 )
- Convención sobre Humedales de Importancia Internacional (aprobada por Ley 23.919 )
- Convenio de Viena para protección de la Capa de Ozono (aprobado por Ley 23.724)

## Leyes nacionales
A partir de los lineamientos establecidos en la Constitución Nacional y en los tratados internacionales ratificados sobre la protección del medio ambiente, la Argentina cuenta con leyes nacionales que regulan diversos aspectos relacionados con este asunto, entre las que cabe destacar las siguientes:
- Ley 25.675, denominada Ley General del Ambiente, que establece los presupuestos mínimos para el logro de una gestión sustentable y adecuada del ambiente, la preservación y protección de la diversidad biológica y la implementación del desarrollo sustentable. La política ambiental argentina está sujeta al cumplimiento de los siguientes principios: de congruencia, de prevención, precautorio, de equidad intergeneracional, de progresividad, de responsabilidad, de subsidiariedad, de sustentabilidad, de solidaridad y de cooperación.
- Ley 25.612 que regula la gestión integral de residuos de origen industrial y de actividades de servicio, que sean generados en todo el territorio nacional, y sean derivados de procesos industriales o de actividades de servicios.
- Ley 25.670 que sistematiza la gestión y eliminación de los PCBs, en todo el territorio de la Nación en los términos del art. 41 de la Constitución Nacional. Prohíbe la instalación de equipos que contengan PCBs y la importación y el ingreso al territorio nacional de PCB o equipos que contengan PCBs.
- Ley 25.688 que establece el "Régimen de Gestión Ambiental de Aguas" consagra los presupuestos mínimos ambientales para la preservación de las aguas, su aprovechamiento y uso racional. Para las cuencas interjurisdiccionales se crean los comités de cuencas hídricas.
- Ley 25.831 sobre "Régimen de libre acceso a la Información Pública Ambiental" que garantiza el derecho de acceso a la información ambiental que se encontrare en poder del Estado, tanto en el ámbito nacional como provincial, municipal y de la Ciudad Autónoma de Buenos Aires, como así también de entes autárquicos y empresas prestadoras de servicios públicos, sean públicas, privadas o mixtas.
- Ley 25.916 que regula la gestión de residuos domiciliarios.
- Ley 26.331, denominada Ley de Bosque Nativo, que establece presupuestos mínimos para la protección de estos ambientes.
- Ley 26.562 de Presupuestos Mínimos de Protección Ambiental para Control de Actividades de Quema en todo el Territorio Nacional.
- Ley 26.639, conocida como Ley de protección de glaciares, que establece presupuestos mínimos para la preservación de los glaciares y del ambiente periglacial.
- Ley 26.815 de Presupuestos Mínimos para el Manejo del Fuego.
- Ley 27.279 de Presupuestos Mínimos de Protección Ambiental para la Gestión de los Envases Vacíos de Fitosanitarios
- Ley 27.520 Adaptación y Mitigación al Cambio Climático
- Ley 27.621 Ley para la Implementación de la Educación Ambiental en la República Argentina